# Шор, Георгий Владимирович
Георгий Владимирович Шор (1872—1948) — русский и советский патологоанатом-кондиционалист, танатолог, доктор медицинских наук, профессор, второй заведующий кафедрой патологической анатомии СПбГМУ (1917—1944). Заслуженный деятель науки РСФСР.

## Биография
Родился в Санкт-Петербурге в семье старшего цензора, впоследствии до конца своих дней почт-директора Санкт-Петербургского почтамта Владимира Фёдоровича Шора (1819 — 1886), который по своей должности отвечал за перлюстрационную службу Российской империи. Отец был сыном лютеранского пастора.

В 1895 году окончил с отличием Военно-Медицинскую академию.
С 1895 года назначен младшим врачом 8-го драгунского Смоленского Императора Александра III полка.
В 1896—1904 годах был судовым врачом крейсера I ранга «Россия».
В 1908 году получил звание приват-доцента Военно-Медицинской академии.
В 1913 года был избран профессором кафедры патологической анатомии Психоневрологического института.
В 1917—1944 годах состоял профессором и заведующим кафедрой патологической анатомии 1 ЛМИ. Возглавил группу экспертов, изучавших останки Александра Невского. По итогам обследования эксперты дали следующее заключение:

По обследованию найденного комиссия экспертов врачей считает означенные кости несомненно человеческие и по признакам древнего происхождения, и потому признаёт излишним дальнейшее их обследование, как не могущее прибавить что-либо новое к сказанному…
Умер от сердечно-сосудистой недостаточности вследствие ожирения сердца. Похоронен в Ленинграде на Серафимовском кладбище (28 уч.).
Проживал: Большой пр. П.С., д. 83.

## Научная работа
Основным трудом Георгия Владимировича стала его монография «О смерти человека» (введение в танатологию), изданная в издательстве КУБУЧ в 1925 году:

Слово «танатология» не так уже чуждо нам, так как встречается в энциклопедических словарях, в иностранной литературе и в «Этюдах оптимизма» проф. И. И. Мечникова. Это слово должно означать учение о признаках, о динамике и о статике смерти. Вкладывая в слово танатология такое большое содержание, вполне естественно оперировать терминами «танатолог», «танатологическое мышление», «танатологические задачи» и т. п., так как эти термины придают определённый смысл излагаемому, подчеркивая, что данный вопрос имеет то или другое отношение к танатологии в целом и к тому углу зрения, который ею должен проводиться.
Танатология должна понимать свои задачи не узко в смысле трактата о статике смерти, а более широко. Главнейшей задачей танатологии должно быть выяснение всех условий, приведших к смерти организма как индивидуального целого. Танатология должна включить учение о динамике умирания, то есть учение о танатогенезе. Предлагаемая книга является лишь введением в танатологию и потому к ней не могут быть предъявлены требования, как к труду вполне законченному и исчерпавшему современное состояние знаний в этой области.
— Шор Г. В. О смерти человека (введение в танатологию). Предисловие.
Основная мысль монографии заключена в том, что для танатологии и особенно судебной медицины приоритетной задачей является не выявить, отчего наступила смерть, а выяснить, почему прекратилась жизнь:

Для разрешения вопроса о кондициональном генезе патологической смерти нам нужно выяснить те условия, в которых находился покойный в последний период жизни или, вернее, те недочеты в его организме, с которыми он вступил в борьбу с последними жизненными невзгодами и болезнетворными «причинами». Разрешить этот вопрос гораздо легче, если задуматься не над расшифровыванием «причин» смерти, а над выяснением тех условий, которые сделали невозможным продолжение жизни!
— Шор Г. В. О смерти человека, глава "Вопрос о кондициональном генезе смерти"
Указал новый способ сохранения органов в естественном виде без жидкости. Ему принадлежит также особый метод вскрытия трупов («полная эвисцерация»).

## Награды
- орден Трудового Красного Знамени (15.12.1945)